# パンジ川
パンジ川（パンジがわ、英語: Panj、タジク語: Панҷ、ロシア語: Пяндж ）は、アムダリヤ川の主要な支流の1つである。アフガニスタンとタジキスタンの国境を成し、ヴァフシュ川と合流してアムダリヤ川となる。ロシア語の名前 "Пяндж" (Pyandzh) に由来して、ピャンジ川としても知られる。延長は1159km。

## 地理

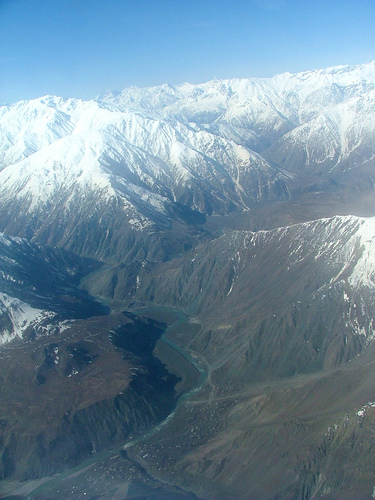
タジキスタンとアフガニスタンの国境を流れる

パンジ川の源流はヒンドゥークシュ山脈のワフジール峠から発するワフジル川である。これにオクスー川が加わってワハン川（ワハンダリヤ）となるが、すぐにパンジ川（ピャンジ川）と名前を変える。パンジとは「5つ」の意味であり、パミール高原の氷河や万年雪などから流れ出た4つの川（パミール川、グント川、バルタング川、ワンチ川）が次々と合流する。パンジ川はタジキスタンのゴルノ・バダフシャン自治州とアフガニスタンのバダフシャーン州の間の高山地帯を西に進み、途中で北に大きく向きを変えて長い距離を流れていく。その後また南に向きにを変えると、高山地帯を抜けてタジキスタンのハトロン州に入る。
ハトロン州とウズベキスタンのスルハンダリヤ州の間はパミール・アライ山脈から南に幾筋もの支脈が走り、支脈と支脈の間に盆地が広がる複雑な地形となっている。アムダリヤ川が最初に出会うのはアフガニスタンのタハール州からハトロン州に広がる盆地であり、その西にはクンドゥーズ州から広がる盆地がある。この辺りはいくつもの川が合流する地域で、まず北からキジルスー川が合流し、次に南からコクチャ川が合流する。北からヴァフシュ川（ワフシュ川）が合流すると、パンジ川はアムダリヤ川と名前を変える。
下流部一帯は2001年にラムサール条約登録地となった。

## 流域の都市
- ホログ（タジキスタン）
- クリャーブ（タジキスタン）
- ファイザバード（アフガニスタン)

## 交通
パンジ川はソ連時代に戦略的に重要とみなされ、1980年代のソ連のアフガニスタン紛争では軍事戦略上、重要な役割を果たした。

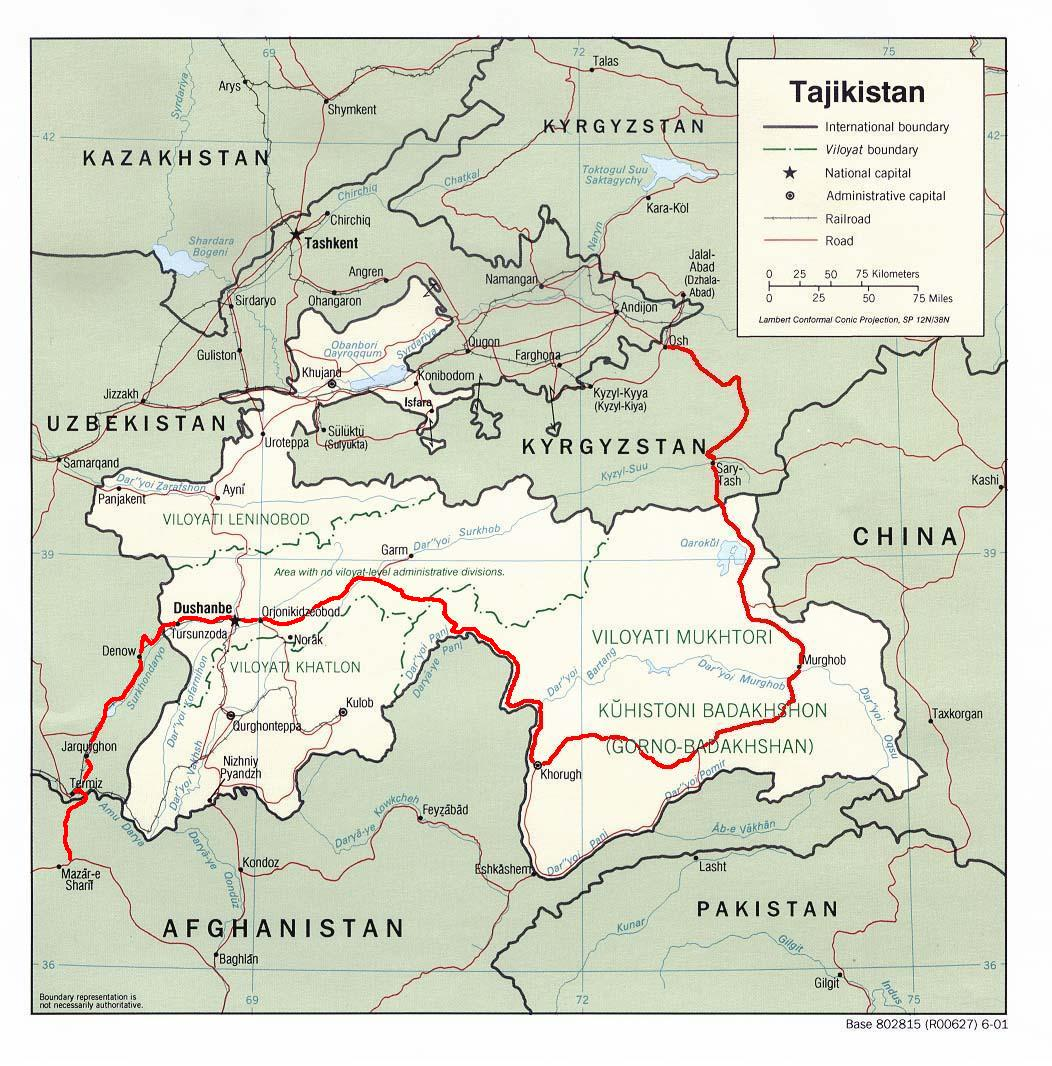
パミール・ハイウェイ（赤線）

- ホログ（タジキスタン）-  タジク＝アフガン友好橋（英語版）の1つ。パミール・ハイウェイ。
- シルハン（英語版）（アフガニスタン） - 国境検問所。タジク＝アフガン友好橋（英語版）の1つ。アジアハイウェイ7号線[4]。

## 支流
- ワハン川（英語版）（ワハンダリヤ）
- パミール川（英語版） - 源流はゾルクル湖（英語版）
- グント川（英語版）
- バルタング川（英語版）
- ワンチ川（英語版）
- キジルスー川（英語版）
- コクチャ川（英語版）（コッチャ川[5]）
- ヴァフシュ川（ワフシュ川）

## 遺跡
- ショルトゥガイ（英語版） - ハラッパー文明、バクトリア文明の遺跡[6]
- アイ・ハヌム - コクチャ川河口、ヘレニズムの遺跡[7]

## 自然保護区
- ティグロヴァヤ・バルカ自然保護区（英語版）（タジキスタン）